# Competitivity-Bedingung
Die Competitivity-Bedingung (englisch competitivity-assumption) des Finanzwesens ist auf einem Kapitalmarkt erfüllt, wenn das Kapitalangebot oder die Kapitalnachfrage nach einem Finanzprodukt oder Finanzinstrument die Preisbildung anderer Finanzprodukte/Finanzinstrumente nicht beeinflussen.

## Allgemeines
Der Begriff ist in der deutschsprachigen Fachliteratur als Competitivity-Bedingung bekannt oder wird mit Kompetitivität übersetzt, während im angelsächsischen Raum der Begriff „competitivity-assumption“ 1977 durch Sanford J. Grossman und Joseph E.  Stiglitz eingeführt wurde. Kern der Bedingung ist, dass Produktions-, Investitions- und Finanzierungsentscheidungen keinen Einfluss auf die Marktpreise (Börsenkurse) des Kapitalmarkts ausüben dürfen.

## Marktstruktur
Zunächst ist zwischen den Kapitalmarktbedingungen eines vollkommenen und eines unvollkommenen Kapitalmarkts zu unterscheiden. Hier lässt sich die Competitivity-Bedingung wie folgt einordnen:
```
                        ┌─────────────────────────────────────────────┐
   
vollkommener Kapitalmarkt
                         
unvollkommener Kapitalmarkt

           ┌────────────┴────────────┐
   
Sicherheit
                  
Unsicherheit

        ┌──┴──┐             ┌────────┴────────┐
   
Fisher-Separation
  vollständiger   unvollständiger
                       Kapitalmarkt    Kapitalmarkt
             <━━━━━━━>               ┌────────┴────────┐
                       <━━━━━   Competitivity-  Spanning-        ━━━━━>
                       erfüllt  Bedingung       Bedingung     nicht erfüllt
```

Competitivity- und Spanning-Bedingung sind Teil eines unvollständigen Kapitalmarkts, der seinerseits einen Teilmarkt des vollkommenen Kapitalmarkt darstellt.
Werden sowohl die Competitivity- als auch die Spanning-Bedingung erfüllt, so liegt ein vollständiger Kapitalmarkt vor, auf dem von den Marktteilnehmern Marktwertmaximierung betrieben werden kann. Der vollständige Kapitalmarkt umfasst in diesem Falle auch die Fisher-Separation. Werden beide Bedingungen nicht erfüllt, liegt ein unvollkommener Kapitalmarkt vor, auf welchem das Kapitalangebot kein eindeutig präferiertes Ziel verfolgt. Problematisch ist die Auffassung von Breid, der die Vollständigkeit der Finanzmärkte nur bei vollkommenen Märkten unter Unsicherheit behandelt. Die Vollkommenheitsprämisse impliziert jedoch Wolfgang Breuer zufolge grundsätzlich eine Vollständigkeit des Marktes. Bei einem unvollkommenen und unvollständigen Kapitalmarkt kann Marktwertmaximierung erreicht werden, wenn die Competivity-Bedingung und die Spanning-Bedingungen erfüllt werden.
Überwiegend erfüllt werden kann die Competitivity-Bedingung, „wenn das angestrebte Investitions- und Finanzierungsprogramm klein im Vergleich zu den insgesamt am Kapitalmarkt gehandelten Volumina ist“.

## Wirtschaftliche Aspekte
Die Competitivity-Bedingung kommt vor allem auf Kapitalmärkten vor mit geringer Marktliquidität und Marktenge. Hier ist es möglich, dass zusätzliches Angebot oder zusätzliche Nachfrage den Marktpreis beeinflussen. Sie verlangt insbesondere, dass die Marktteilnehmer des Kapitalmarkts sich als Mengenanpasser verhalten, so dass ihr Marktverhalten keinen Einfluss auf die Marktpreise der auf dem Finanzmarkt gehandelten Finanzinstrumente hat. Die Bedingung verlangt ferner, dass Marktteilnehmer im Voraus über die zu treffenden Entscheidungen der Unternehmen zu informieren sind, damit sie ein ihren Risikopräferenzen entsprechendes Wertpapierportfolio zusammenstellen können. Die Competitivity-Bedingung ist erfüllt, wenn neue Investitionen keinen Einfluss auf die Kurse umlaufender Wertpapiere haben. Preise/Kurse gelten unter der Competitivity-Bedingung als gegeben (Datenparameter). In dieser Form gilt die Bedingung sowohl auf dem Sekündär- als auch auf dem Primärmarkt.